# Liste der preußischen Gesandten in der Schweiz
Dies ist eine Liste der preußischen Gesandten in der Schweiz.

## Gesandte
- 1702–1709: Ernst von Metternich (1657–1727), ausserordentlicher Gesandter in der Eidgenossenschaft[2]

1792: Aufnahme diplomatischer Beziehungen
- 1792–1795: ?

1795–1805 Unterbrechung der Beziehungen
- 1805–1816: Jean Pierre Chambrier d'Oleires (1753–1822)
- 1816–1820: Justus von Gruner (1777–1820)
- 1820–1824: Charles-Gustave de Meuron (1779–1830)
- 1824–1835: Friedrich von Otterstedt (1769–1850)
- 1835–1839: Theodor von Rochow (1794–1854)
- 1839–1841: Christian Karl Josias von Bunsen (1791–1860)
- 1841–1844: Karl von Werther (1809–1894)
- 1845–1847: Friedrich von Wylich und Lottum (1796–1847)
- 1847–1859: Rudolf von Sydow (1805–1872)
- 1859–1867: Karl Ludwig Georg von Kamptz (1808–1870)
- 1867–1882: Heinrich von Roeder (1804–1884)

ab 1867: Gesandter des Norddeutschen Bunds, ab 1871 Gesandter des Deutschen Reichs